# Левофлоксацин
Левофлоксацин — антибіотик з групи фторхінолонів III покоління для перорального і парентерального застосування. По хімічній структурі є лівообертаючим ізомером офлоксацину.

## Фармакологічні властивості

### Фармакодинаміка
Фармакологічна дія — антибактеріальна (бактерицидна). Блокує ДНК-гіразу (топоізомеразу II) і топоізомеразу IV, порушує суперспіралізацію і зшивку розривів ДНК, інгібує біосинтез ДНК. Зупиняє поділ бактеріальних клітин, викликає глибокі морфологічні зміни в цитоплазмі, клітинній стінці і мембранах. Має широкий спектр дії. Ефективний відносно Enterococcus faecalis, стафілококів, стрептококів, легіонелл, Enterobacter, Escherichia coli, Haemophilus influenzae, Haemophilus parainfluenzae, Klebsiella, Moraxella catarrhalis, Proteus, Pseudomonas, хламідій, мікоплазм, Acinetobacter, Bordetella pertussis, Citrobacter, Morganella morganii, Providencia, Serratia marcescens, Clostridium perfringens, туберкульозної палички.

### Фармакокінетика
Після введення внутрішньо швидко і практично цілком всмоктується. Біодоступність становить 99 %. Прийом їжі мало впливає на швидкість і повноту абсорбції. Cmax досягається через 1-2 год і при дозах 250 і 500 мг становить 2,8 і 5,2 мкг/мол відповідно. З білками плазми зв'язується 30-40 %. Препарат легко проникає в тканини та рідини організму людини, включаючи легені, слизову оболонку бронхів, мокротиння, статеві органи, поліморфноядерні лейкоцити, альвеолярні макрофаги. У печінці невелика частина окисляється і/або дезацетилюється. Виводиться з організму повільно (T1/2 — 6-8 год), переважно нирками шляхом клубочковой фільтрації і канальцевої секреції. Менше 5 % левофлоксацину екскретується у вигляді продуктів біотрансформації. У незміненому вигляді із сечею протягом 24 год виводиться 70 % і за 48 год — 87 %, у калі за 72 год виявляється 4 % прийнятої внутрішньо дози. Нирковий кліренс становить 70 % від загального. Рівноважна концентрація після повторних аплікацій досягається через 3 дні. Після в/в 60-хвилинної інфузії в дозі 500 мг Cmax дорівнює 6,2 мкг/мол. При в/в однократному і багаторазовому введенні обсяг розподілу після тієї ж (500 мг) дози становить 89-112 л, Cmax — 6,2 мкг/мол, T1/2 — 6,4 год.

## Показання
Інфекції нижніх дихальних шляхів (загострення хронічного бронхіту, пневмонія), ЛОР-органів (синусит, середній отит), сечовивідних шляхів, нирок, статевих органів (гострий пієлонефрит, урогенітальний хламідіоз, простатит), шкіри і м'яких тканин (атероми, абсцеси, фурункули), септицемія і бактеріємія.

## Побічна дія
Алергічні реакції: еритематозні висипання, свербіж, набряк шкіри і слизових оболонок, кропив'янка, синдром Стівенса-Джонсона, синдром Лаєлла, анафілактичний шок, фотодерматит.
- З боку шлунково-кишкового тракту: нудота, блювання, втрата апетиту, біль у животі, порушення травлення, діарея, гіпоглікемія, напади порфірії.
- З боку нервової системи: головний біль, запаморочення, порушення свідомості, підвищена збудливість, депресія, безсоння, шум у вухах, втрата слуху, парестезії, судомні напади.
- З боку сечостатевої системи: підвищення рівня креатиніну в сироватці крові, інтерстиціальний нефрит.
- З боку органів кровотворення: еозинофілія, лейкопенія, нейтропенія, тромбоцитопенія, агранулоцитоз, гемолітична анемія, панцитопенія.
- Місцеві реакції: алергійний пневмоніт, васкуліт, почервоніння і флебіт в місці інфузії.
- З боку опорно-рухового апарату: артрити, тендініти, розрив сухожилля, м'язова слабість.
- З боку серцево-судинної системи: тахікардія, гіпотонія, колапс, подовження інтервалу QT на ЕКГ.

## Протипоказання
Гіперчутливість (у тому числі до хинолонів), епілепсія, вагітність, годування груддю, дитячий і підлітковий вік до 18 років.

## Передозування
Симптоми: сплутаність свідомості, запаморочення, судоми.
Лікування — симптоматичне, діаліз неефективний. Специфічний антидот відсутній.

## Особливості застосування
Препарат потрібно обережно приймати пацієнтам із захворюваннями ЦНС через ризик розвитку судомного нападу. При появі болю і ознак запалення сухожиль препарат скасовують. Особливо обережно препарат призначають хворим з тяжкими захворюваннями печінки.

## Взаємодія з іншими лікарськими засобами
Ефект Левофлоксацину знижують препарати, які пригнічують моторику кишки, сукральфат, магній- і алюмінійвмісні антацидні засоби і солі заліза. Препарат не взаємодіє з теофілінами, антидіабетичними засобами, нестероїдними протизапальними препаратами, антиаритмічними лікарськими засобами, Н2-блокаторами.

## Форми випуску
Левофлоксацин випускається у вигляді таблеток по 0,25;0,5 та 0,75 г. і розчину для внутрішньовенного введення по 100 мл.(500 мг) і 150 мл.(750 мг.).